# 杜従郁
杜 従郁（と じゅういく、生没年不詳）は、唐代の官僚。本貫は京兆府万年県。

## 経歴
杜佑の子として生まれた。若くして病がちで、兄の杜式方にいつも薬膳水を調合して飲ませてもらっていた。蔭官により任用され、貞元末年に太子司議郎となった。元和初年、左補闕に転じた。諫官の崔群・韋貫之・独孤郁らは従郁が宰相の子であるとして、諫官とするには不適当と上奏した。そこで従郁は左拾遺に降格された。崔群らはさらに拾遺も諫官の列にあり、父が宰相で子が諫官となれば、子が父をあげつらうことはできないと上奏した。そこで従郁は秘書丞に転じた。駕部員外郎を最終官とした。

## 子女
- 杜牧
- 杜顗（字は勝之、淮南節度判官[5]、後に目を病んで死去した[4]）

## 伝記資料
- 『旧唐書』巻147 列伝第97
- 『新唐書』巻166 列伝第91